# 倪宗嶽
倪宗嶽（1489年—？），字鎮卿，山東東昌府濮州人，明朝政治人物。

## 生平
正德五年（1510年）庚午科山東鄉試第七十七名舉人。正德十六年（1521年）中式辛巳科會試第二十四名，登第三甲第九十三名進士。嘉靖元年（1522年），選授山西道監察御史。嘉靖三年（1524年），「大禮議」爆發，參與左順門哭諫，受廷杖。不久，出按真定，病卒。

## 家族
曾祖倪居智；祖父倪榮；父倪佐，母安氏。慈侍下。弟宗岱、宗恒、宗嵩。